# Burria citernii
Burria citernii är en insektsart som beskrevs av Brunner von Wattenwyl 1907. Burria citernii ingår i släktet Burria och familjen Diapheromeridae. Inga underarter finns listade.